# Lalitpur (dystrykt, Indie)
Lalitpur (Hindi: ललितपुर जिला) – dystrykt znajdujący się w stanie Uttar Pradesh w Indiach. Stolicą dystryktu jest miasto Lalitpur.